# 香港杜莎夫人蠟像館
香港杜莎夫人蠟像館（英語：Madame Tussauds Hong Kong）是香港一所專門展覽名人蠟像的蠟像館，位於太平山爐峰峽凌霄閣。
杜莎夫人蠟像館總館位於英國倫敦，香港分館於2000年開幕，展出約100尊國際、中國大陸及香港名人的蠟像，包括前任中國國家領導人胡錦濤、溫家寶、足球明星碧咸、香港奧運金牌得主李麗珊、著名藝人楊千嬅、陳慧琳、劉德華、古巨基、已故藝人梅艷芳、張國榮、美國著名流行天后Lady Gaga等。
香港分館是為杜莎夫人蠟像館在亞太區設立的首個分館。蠟像館於2005年9月1日至2006年5月17日休館進行擴建，5月18日重開。

## 主題展館
展館於2000年開幕時，共分為7個不同主題，包括「電影天地」、「體壇名將」、「蠟像作坊」、「名人派對」、「偉人殿堂」、「恐怖魔屋」及「音樂至尊」等。由於凌霄閣於2005年3月起進行擴建翻新，蠟像館於2005年8月30日關閉進行擴建。休館期間，該館將部分蠟像移至12月舉行的香港繽紛冬日節作展覽。由於反應甚佳，曾成為多年香港繽紛冬日節的重點活動之一。
展館於2006年3月重開，擴建後展館由原本的兩層增至三層，主題重新定位為「魅力香江」、「樂壇巨星」、「風雲人物」、「世界首映」和「體壇猛將」等。2008年5月8日，永久性的驚慄展區「活命狂奔」啟用開放。
載至2015年6月29日，隨着韓流植根香港，主題已擴充至11個，包括「魅力香江」、「英國皇室」、「風雲人物」、「電視直播室」、「世界首映」、「韓流專區」、「功夫專區」、「體壇猛將」、「幕後之旅」、「樂壇巨星」、「魔幻王國」。

## 名人蠟像

### 香港知名人士
1. 成龍，SBS，MBE：香港藝人
2. 李麗珊，BBS，MBE，MH：香港滑浪風帆運動員
3. 張國榮：已故香港藝人（唯一一個於“偉人殿堂”展出的演藝明星蠟像）
4. 李小龍：已故國際電影明星
5. 陳慧琳：香港藝人
6. 李嘉誠爵士，大紫荊勳賢，KBE，JP：長和集團主席
7. 劉德華，BBS，MH，JP：香港藝人（具心跳模擬功能）
8. 梅艷芳：已故香港藝人
9. 楊千嬅：香港藝人（具笑聲模擬功能）
10. Angelababy
11. 郭富城：香港藝人
12. 張栢芝：香港藝人
13. 許靖韻：歌手 (即將加入)
14. 黎明，SBS，BBS，MH：香港藝人
15. 古巨基：香港藝人（與自創之漫畫角色Kubi組成蠟像組合，蠟像旁更設有Kubi動畫遊戲）
16. 古天樂：香港藝人
17. 曾志偉：香港藝人
18. 鄧紫棋：香港藝人（但曾被鄧紫棋誤稱為杜麗莎夫人蠟像館，成為一時笑话）
19. 吳君如：香港藝人
20. 吳彥祖：香港藝人
21. 楊紫瓊：馬來西亞籍國際明星，曾於香港影壇發展
22. 甄子丹：香港武打巨星
23. 王嘉爾：韓國男團GOT7香港成員
24. 陳寶珠：香港粵劇和電影演員

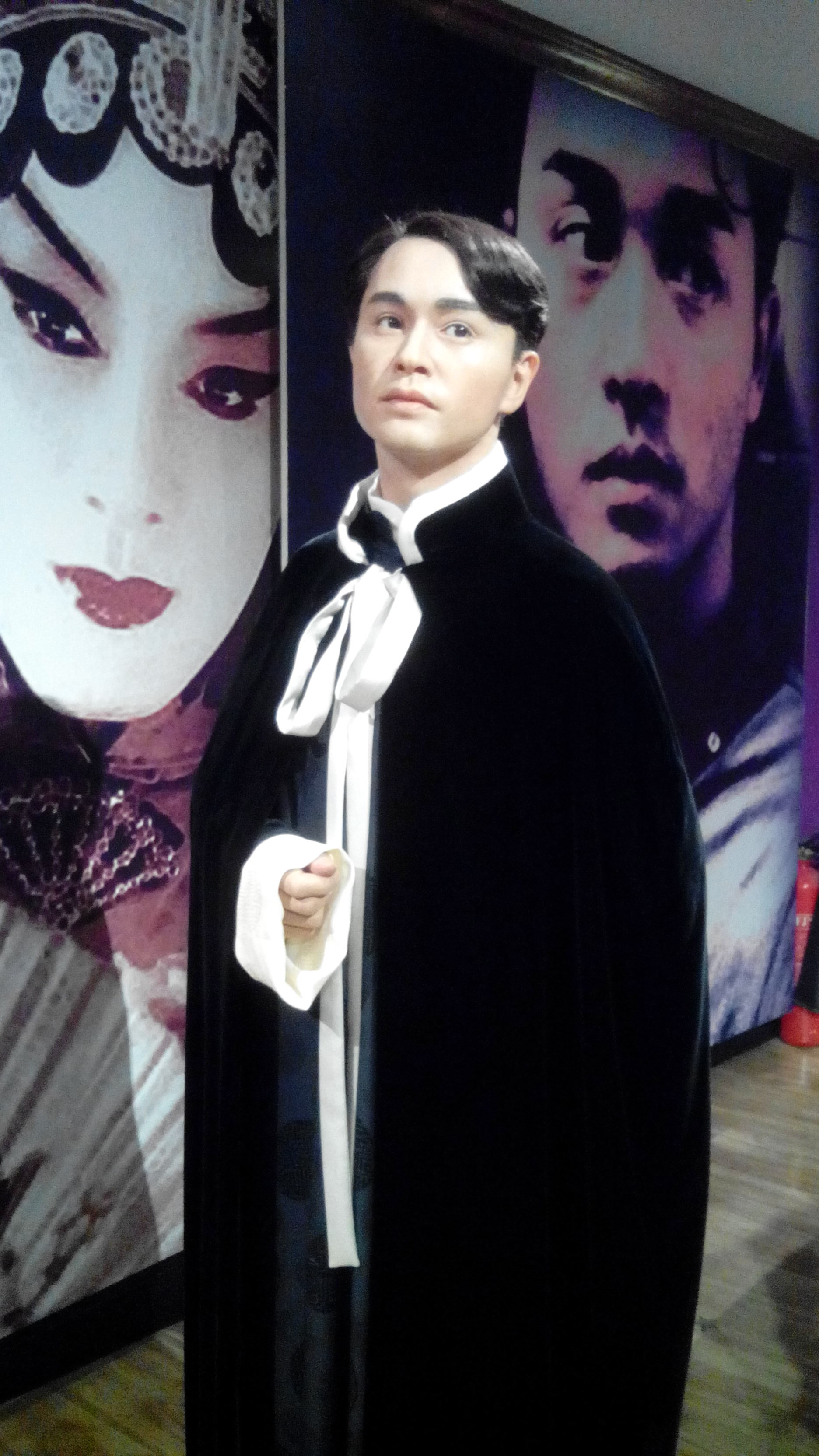
張國榮
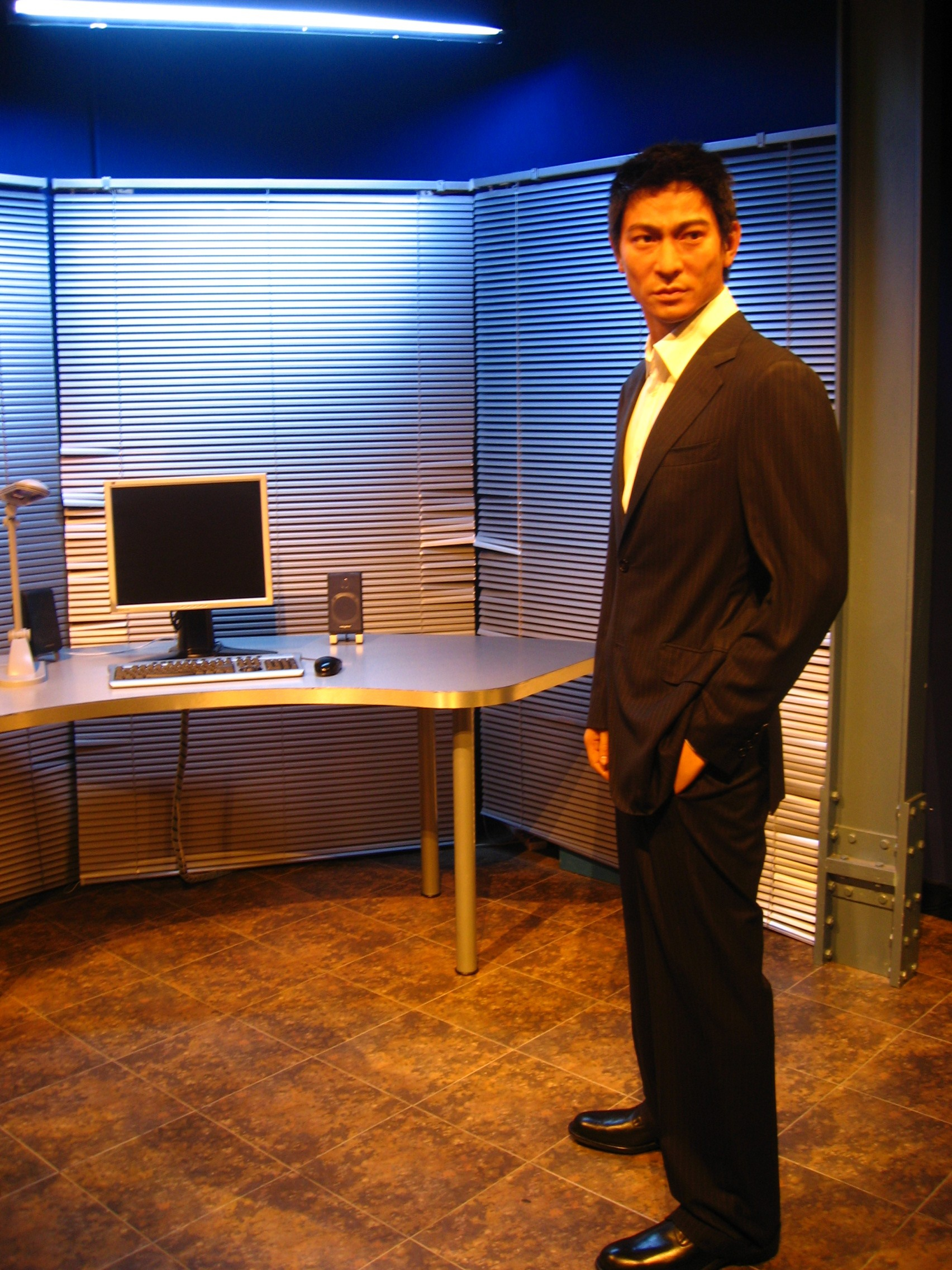
劉德華
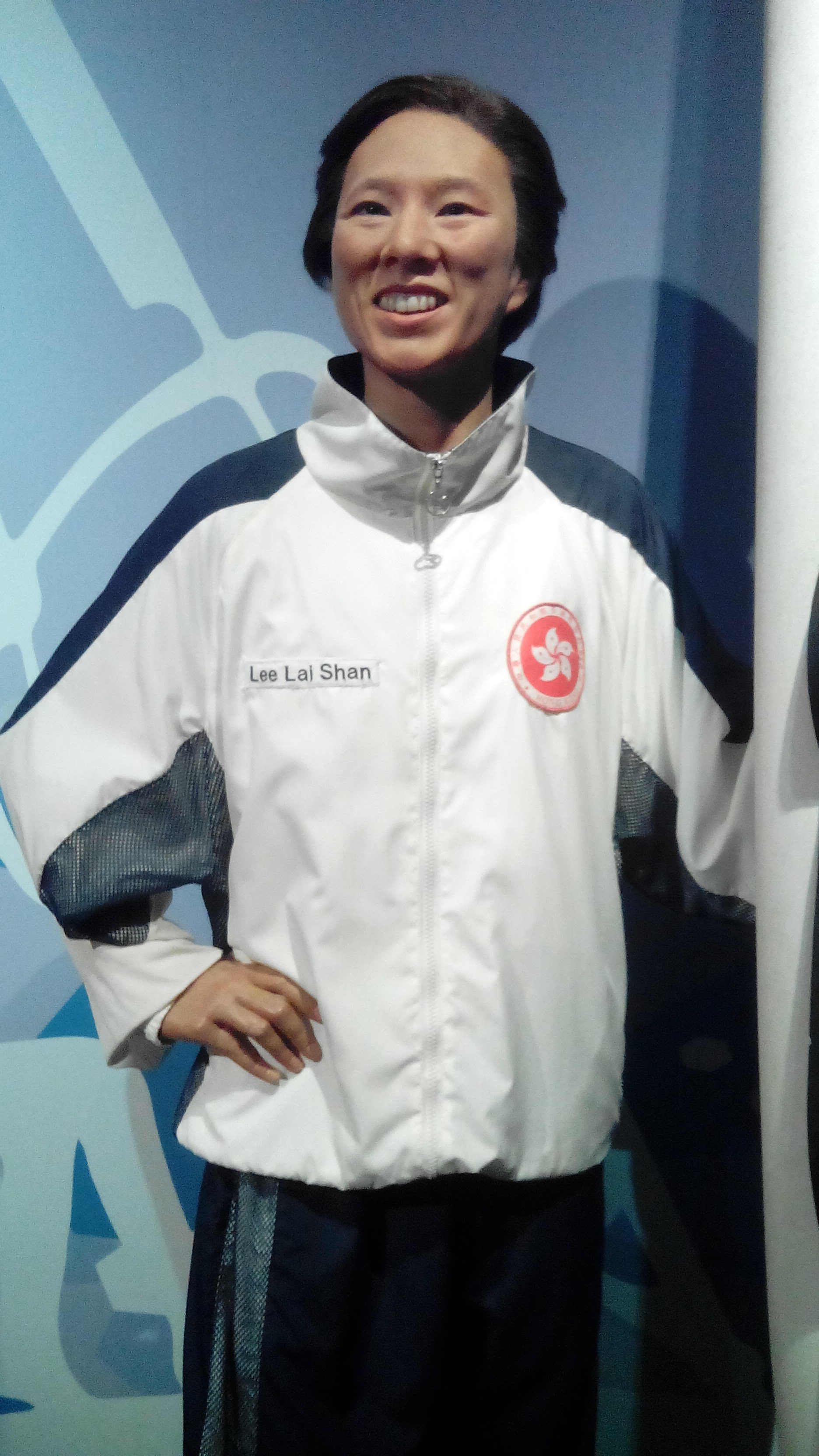
李麗珊
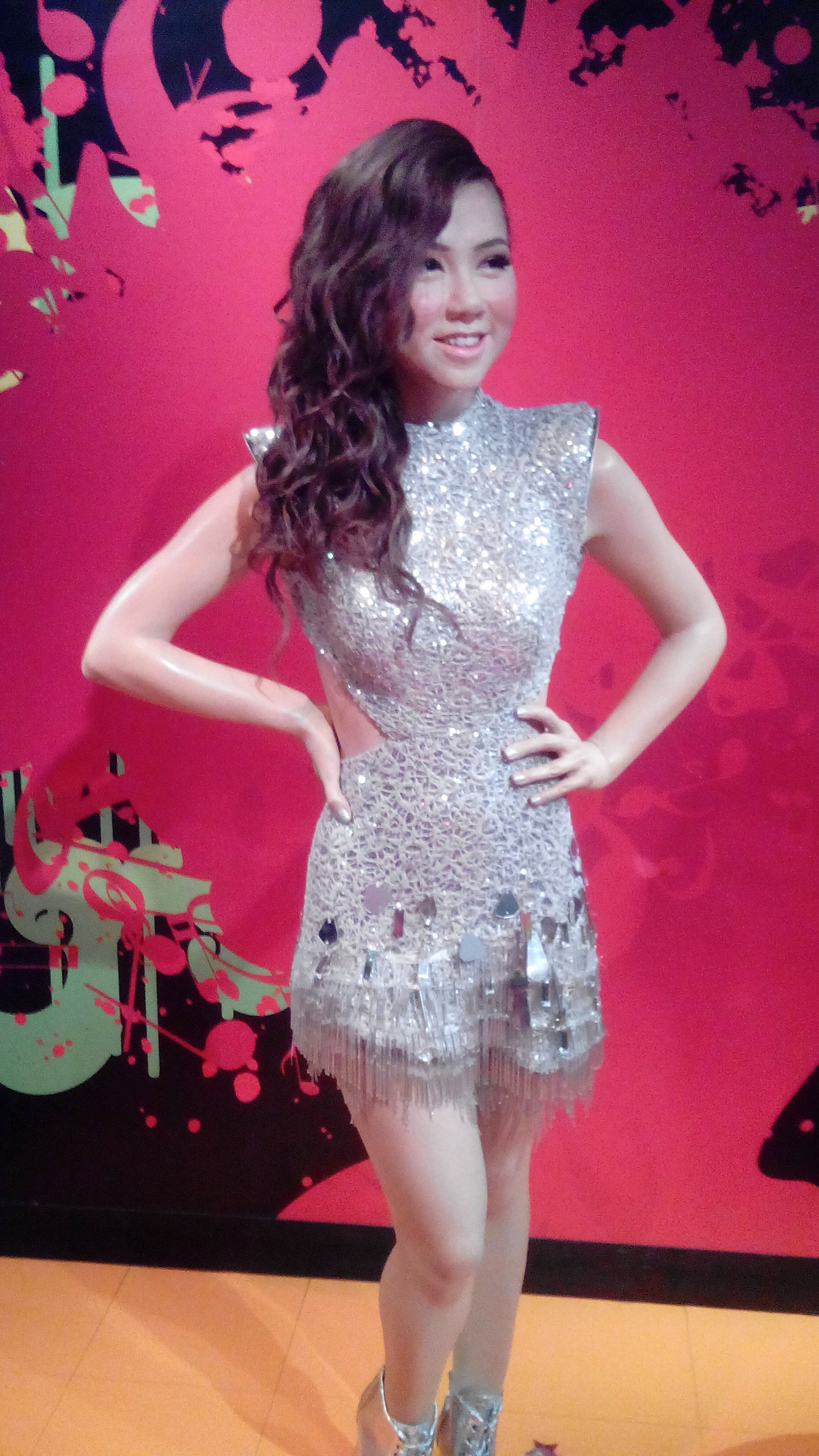
鄧紫棋

### 中國政治人物
1. 孫中山：已故中國國民黨總理及中華民國國父、中華民國臨時大總統
2. 毛澤東：已故中國共產黨及中華人民共和國領導人、首任中共中央主席
3. 周恩來：已故中國共產黨重要領導人，首任國務院總理、第二任全國政協主席
4. 鄧小平：已故中國共產黨第二代領導人，前中央軍委主席、中顧委主任、全國政協主席
5. 江澤民：已故中國共產黨第三代領導人，前中共中央總書記、中國國家主席
6. 胡錦濤：前任中共中央總書記、國家主席、中央軍委主席
7. 溫家寶：前任中共中央政治局常委、國務院總理
8. 習近平：中國共產黨中央委員會總書記、中華人民共和國主席、中國共產黨中央軍事委員會主席

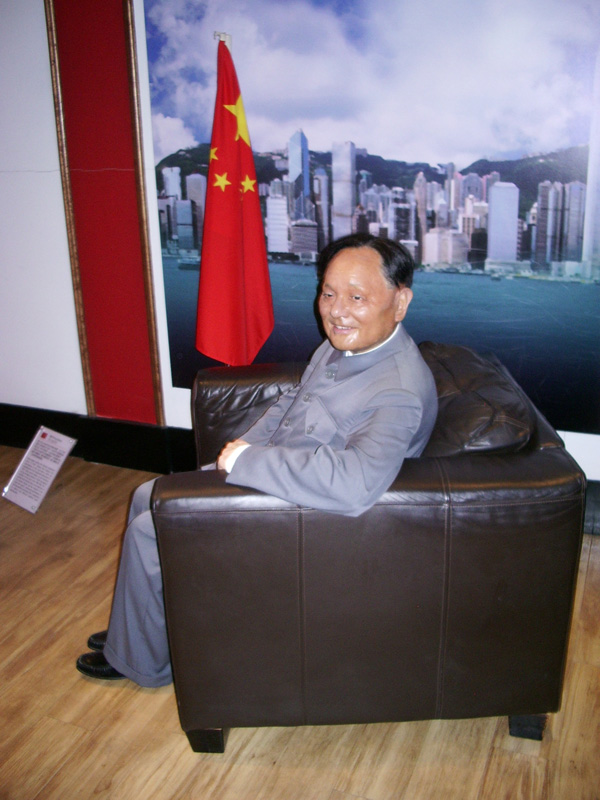
鄧小平
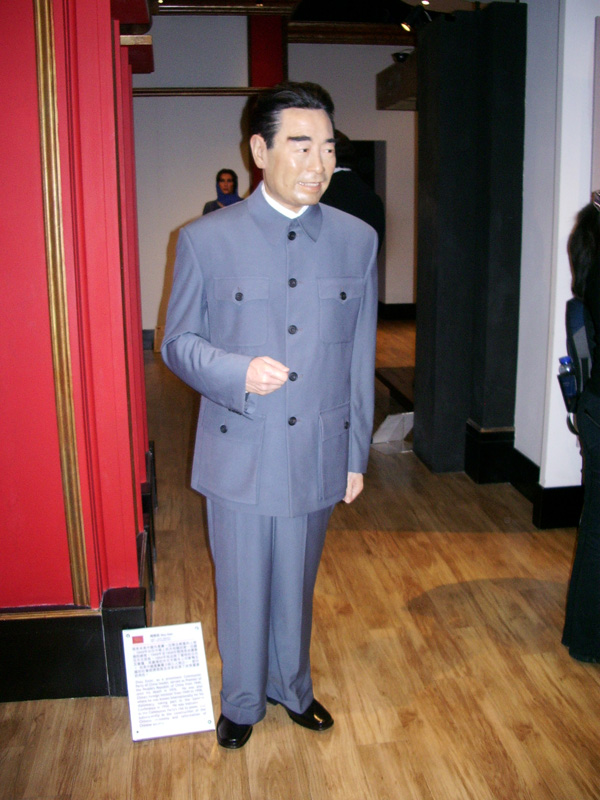
周恩来

### 華裔名人
1. 姚明：NBA籃球員
2. 劉翔：跨欄選手，曾創世界紀錄
3. 楊紫瓊：電影演員
4. 李光耀：首任新加坡總理
5. 鄧麗君：歌手，已故
6. 周杰倫：歌手
7. 楊利偉：中國首位進入太空的航天員
8. 郎朗：鋼琴家
9. 林志玲：明星
10. 李連杰：演員
11. 阮經天：演員
12. 李冰冰：第一位在香港杜莎夫人蠟像館擁有蠟像的大陸女藝人，2012年9月親自揭幕。[4]

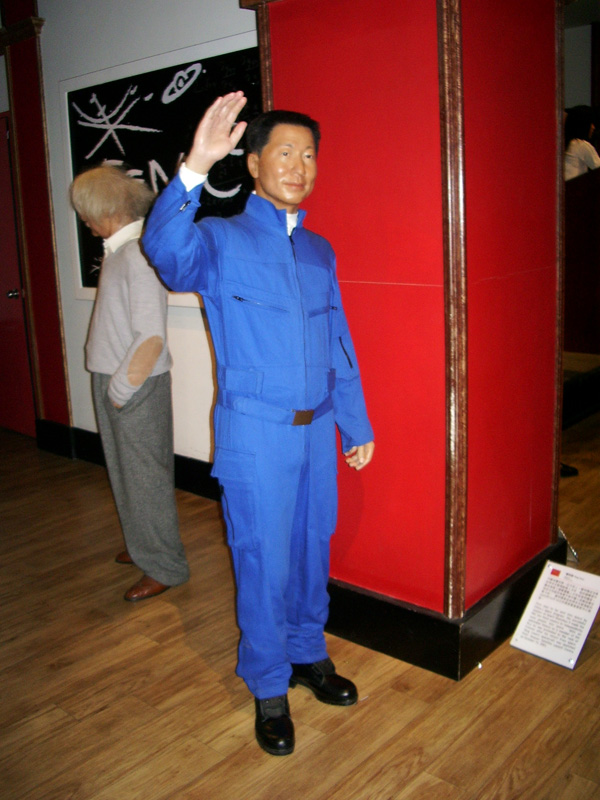
楊利偉
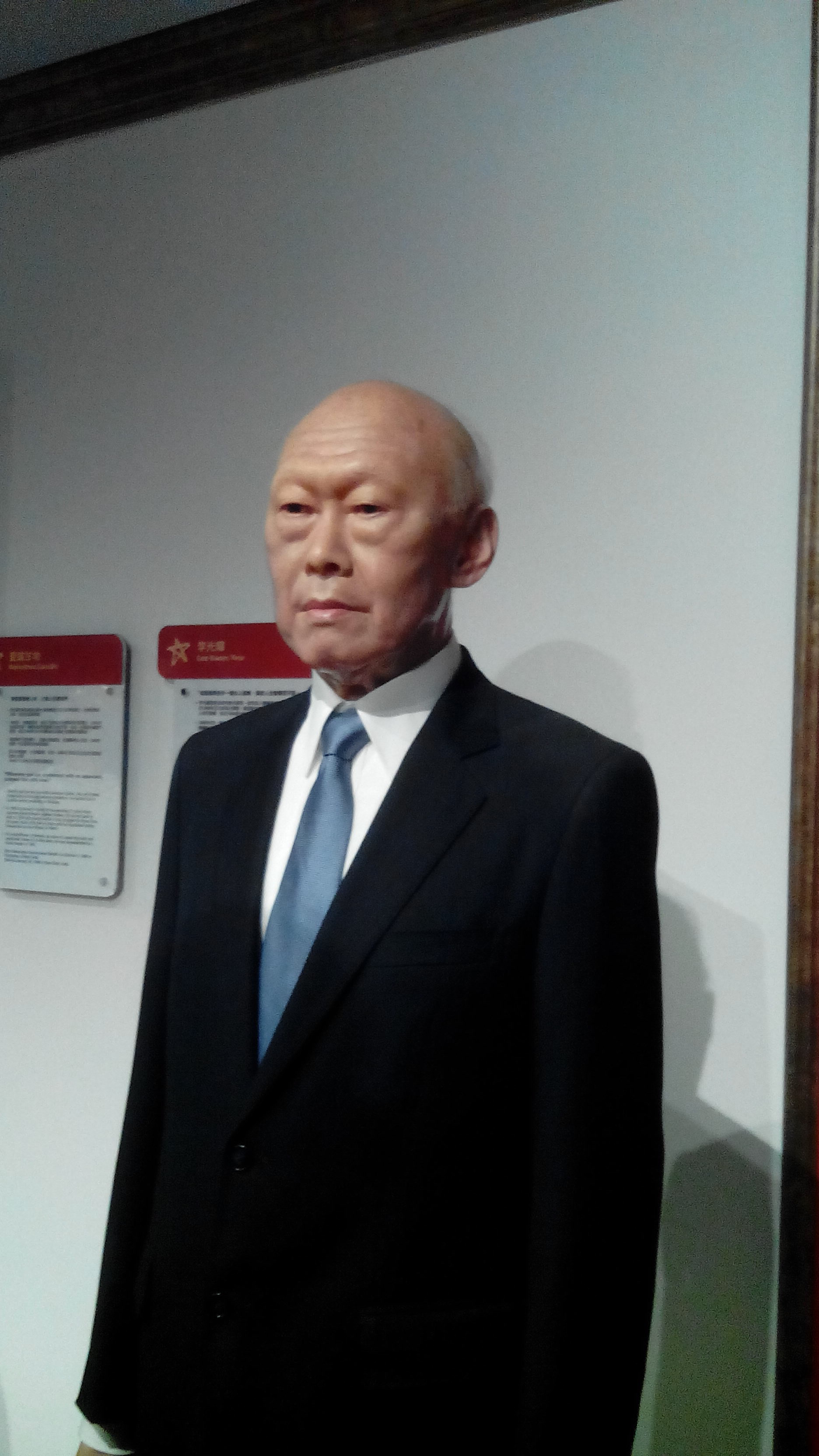
李光耀
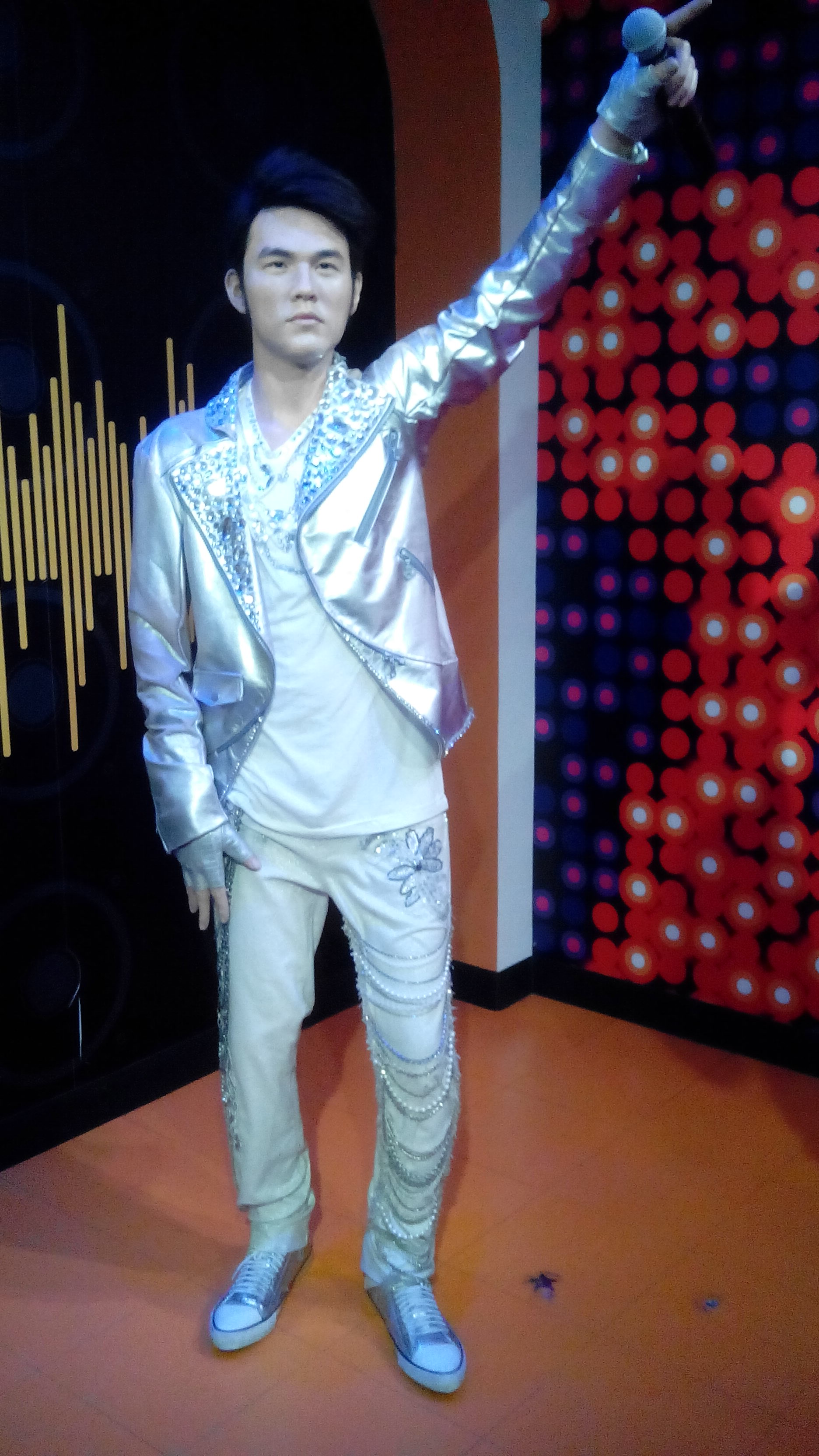
周杰倫

13. 黃曉明：演員
14. S.H.E：女子歌唱團體
15. 霍建華：藝人
16. 張藝興：藝人
17. 黃子韜：藝人
18. 朱一龍：歌手
19. 蔡徐坤：歌手
20. 易烊千璽：歌手，藝人

- 楊利偉
- 李光耀
- 周杰倫

### 韓國藝人
1. 裴勇俊：南韓演員《冬季戀歌》男主角
2. 李敏鎬：南韓演員《繼承者們》男主角
3. 崔始源：Super Junior成員
4. 金秀賢 (男演員)：《來自星星的你》主角
5. 鄭允浩：東方神起成員
6. 沈昌珉：東方神起成員
7. Nichkhun：2PM成員
8. 李鍾碩：南韓演員
9. 裴秀智：南韓演員，前韓國女子組合miss A成員
10. 朴海鎮：南韓演員
11. 金宇彬：南韓演員
12. 玄彬：南韓演員（即將加入）

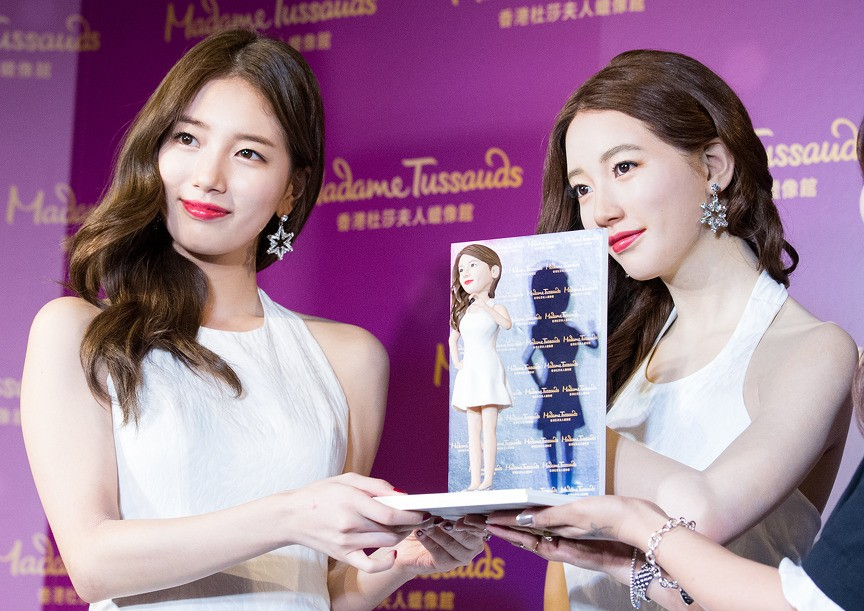
裴秀智與她的蠟像
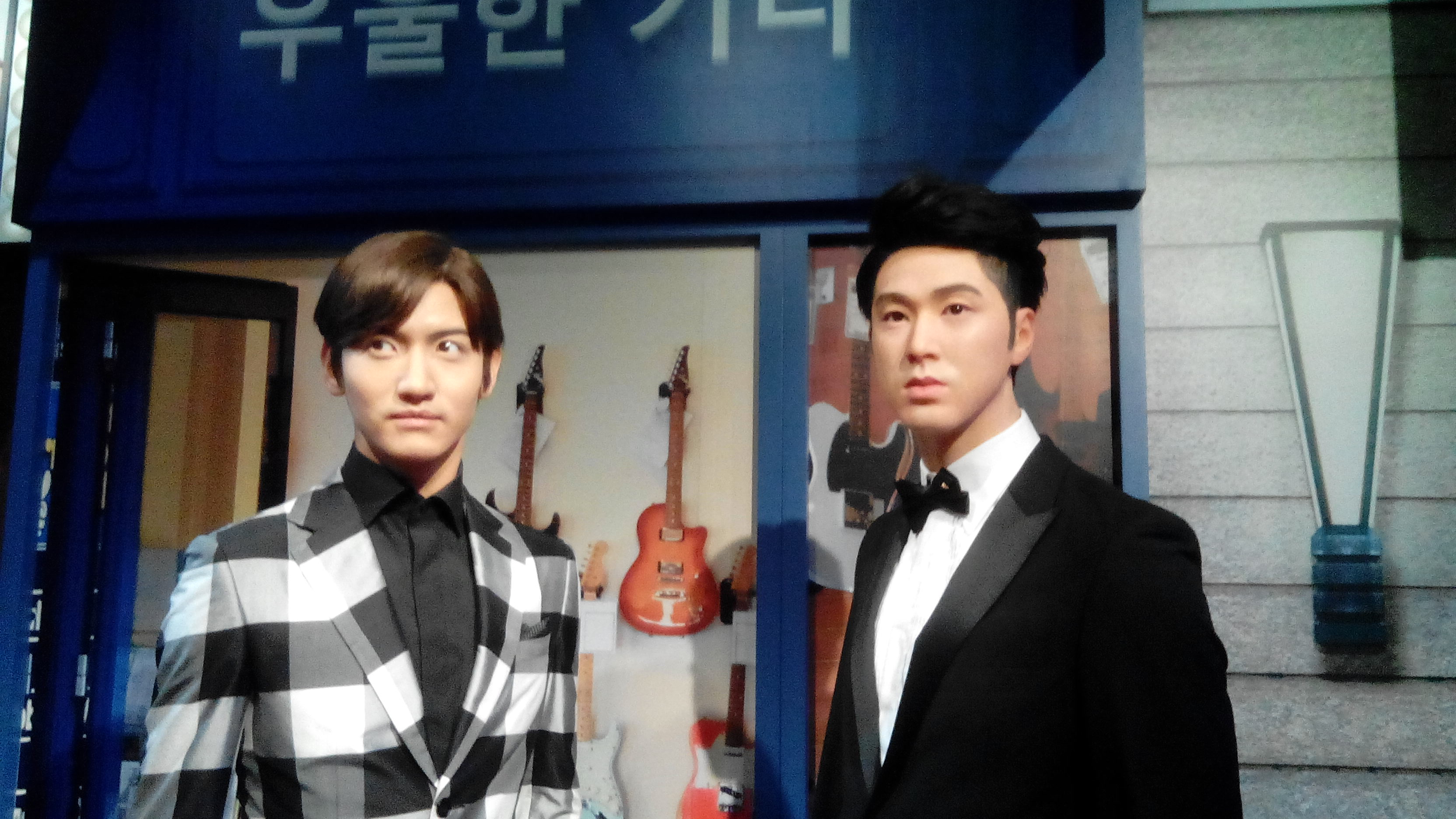
左為沈昌珉；右為鄭允浩

### 外國藝人
1. 披頭四樂隊：英國搖滾樂隊
2. 瑪麗蓮夢露：已故電影明星
3. 米高積遜：已故美國歌星
4. 麥當娜：美國女歌手
5. 米積加爵士：英國搖滾樂隊滾石樂隊成員
6. 濱崎步：日本歌星
7. 畢·彼特：國際電影明星
8. 伊麗莎白·泰萊爵士，DBE：已故國際電影明星
9. 班尼·希爾：已故英國演員
10. 安祖蓮娜祖莉：國際電影明星（與畢·彼特組成首對情侶組合的蠟像）
11. 希治閣爵士，KBE：已故美國電影導演
12. 安東尼·霍普金斯爵士，CBE：演員
13. （貓王）：已故美國搖滾樂歌星
14. 茱迪·科士打：國際電影明星
15. 堪富利保加：國際電影明星
16. 皮尔斯·布鲁斯南：國際電影明星
17. 埃迪·梅菲：國際電影明星
18. 帕瓦羅蒂：已故意大利知名男高音
19. 保羅·霍根：澳洲電影明星
20. 夏里遜福：國際電影明星
21. 米高·黑金斯（英语：Michael Hutchence）：已故澳洲搖滾樂隊INXS主音歌手
22. 查理·卓別林爵士，KBE：已故國際電影明星
23. 尊尼特普：國際電影明星
24. 阿米達巴山：印度電影明星（借自倫敦杜莎夫人蠟像館，於2009年4月至8月展出；2011年3月起永久展出）
25. 法迪·麥克尼：已故英國搖滾樂隊皇后樂隊主音歌手
26. 妮歌·潔曼：澳洲電影明星
27. Lady Gaga：美國著名歌星
28. 羅拔·柏迪臣：英國演員
29. 紅髮艾德：英國藝人

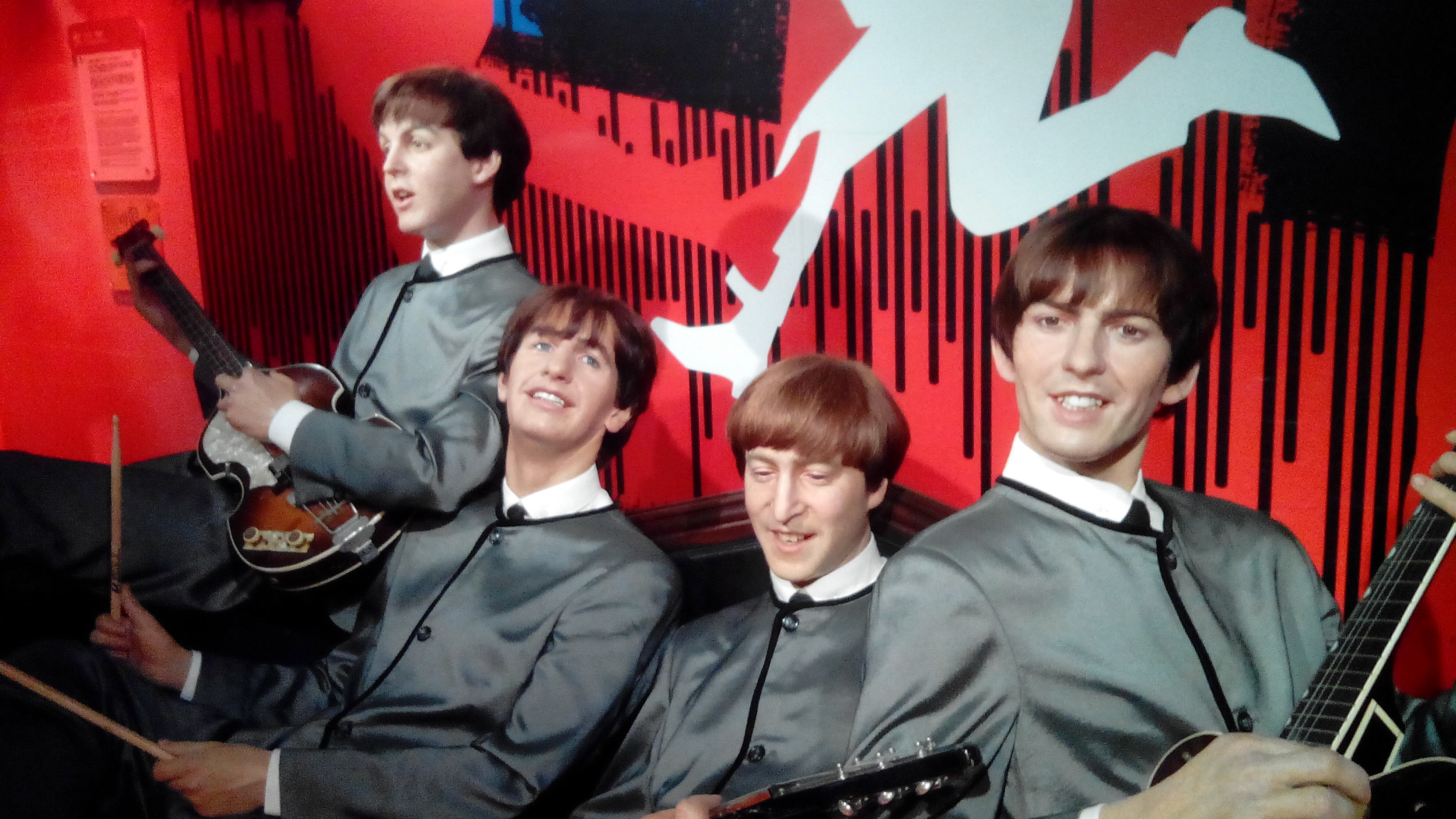
披頭四樂團
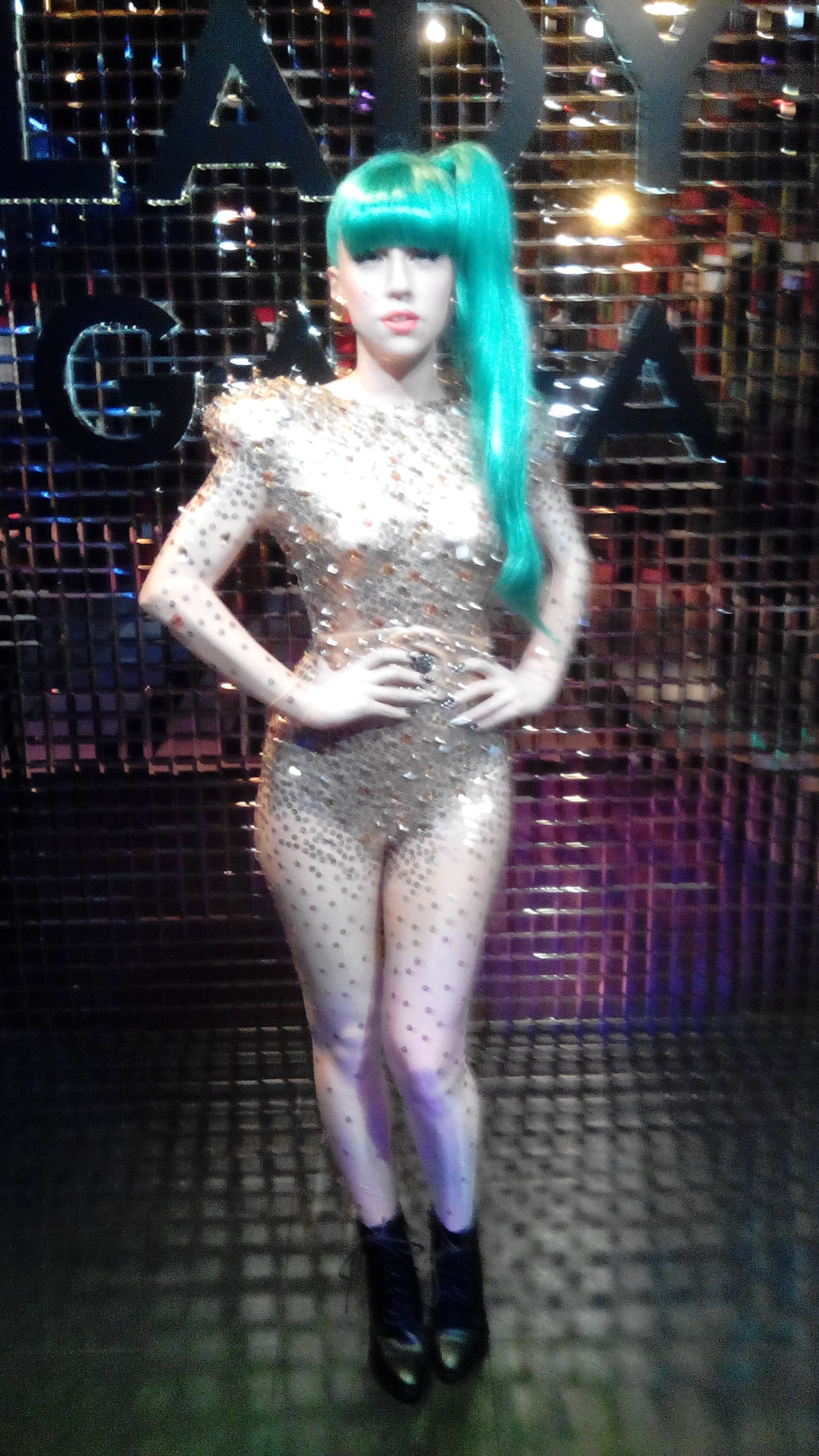
Lady Gaga

### 外國運動員
1. 大衛·碧咸，OBE：英格蘭足球員
2. 穆罕默德·阿里：世界拳王
3. 老虎伍茲：美國高爾夫球員
4. 千代之富士貢：日本相撲力士
5. 罗纳尔迪尼奥：巴西足球員
6. 基斯坦奴·朗拿度（粵語簡稱：C朗）：葡萄牙足球員
7. 舒拉寶娃：俄羅斯女子網球員（旁邊設有網球遊戲）

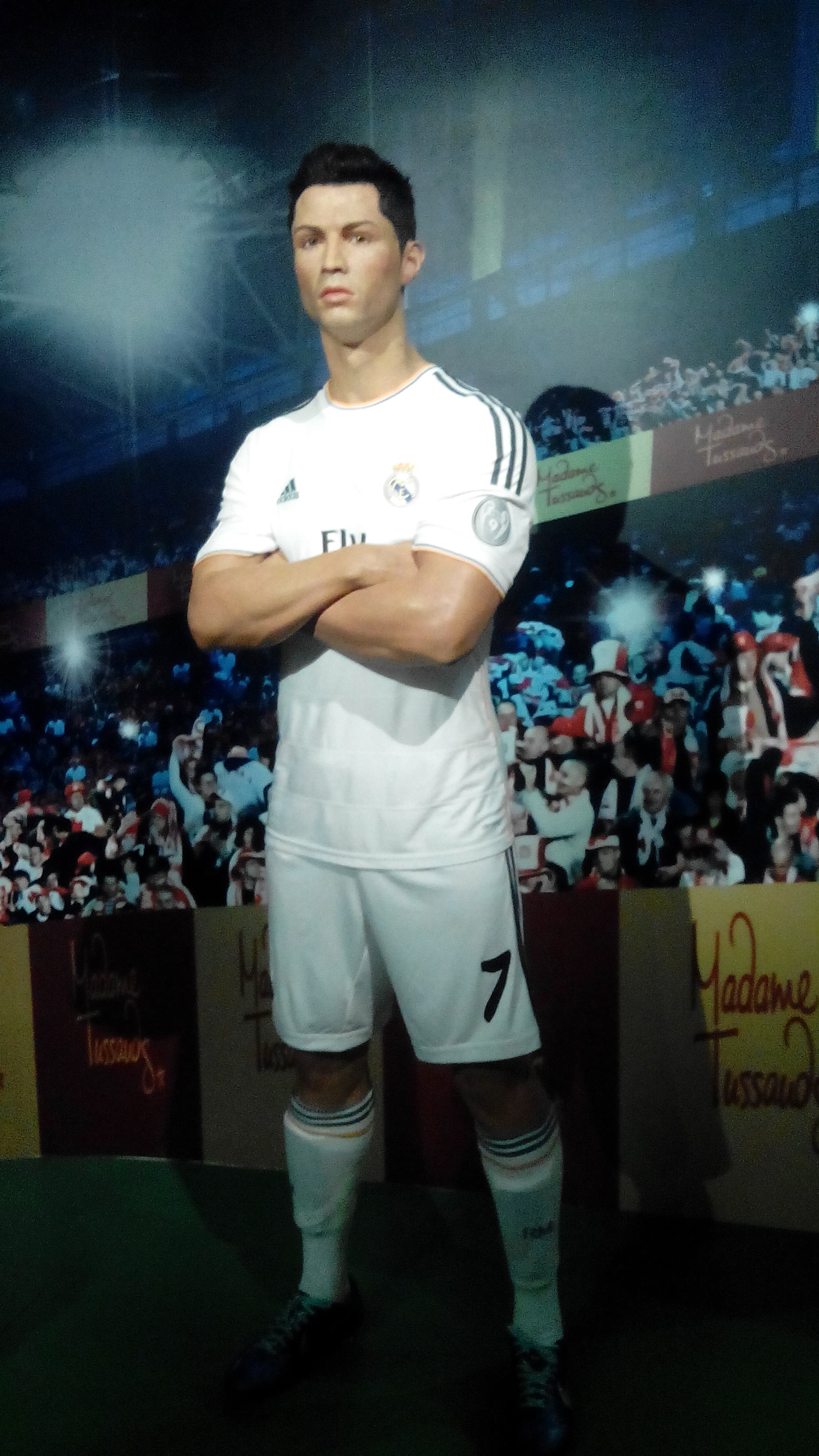
基斯坦奴·朗拿度

### 外國政要
1. 戈爾巴喬夫：已故前蘇聯總統、末任蘇共中央總書記
2. 比爾·克林頓：前美國總統
3. 喬治·沃克·布殊：前任美國總統
4. 巴拉克·奧巴馬：前任美國總統
5. 伊莉莎白二世：已故英國女王
6. 查理斯三世：英國國王（已撤離展館）
7. 菲臘親王：已故英國皇室成員
8. 安妮公主：英國皇室成員
9. 戴安娜王妃：已故英國皇室成員
10. 威廉王子：英國皇室成員（展期為2007年8月至10月；已撤離展館）
11. 曼德拉：已故前南非總統
12. 蘇卡諾：已故前印尼總統
13. 佐科·維多多：印尼總統

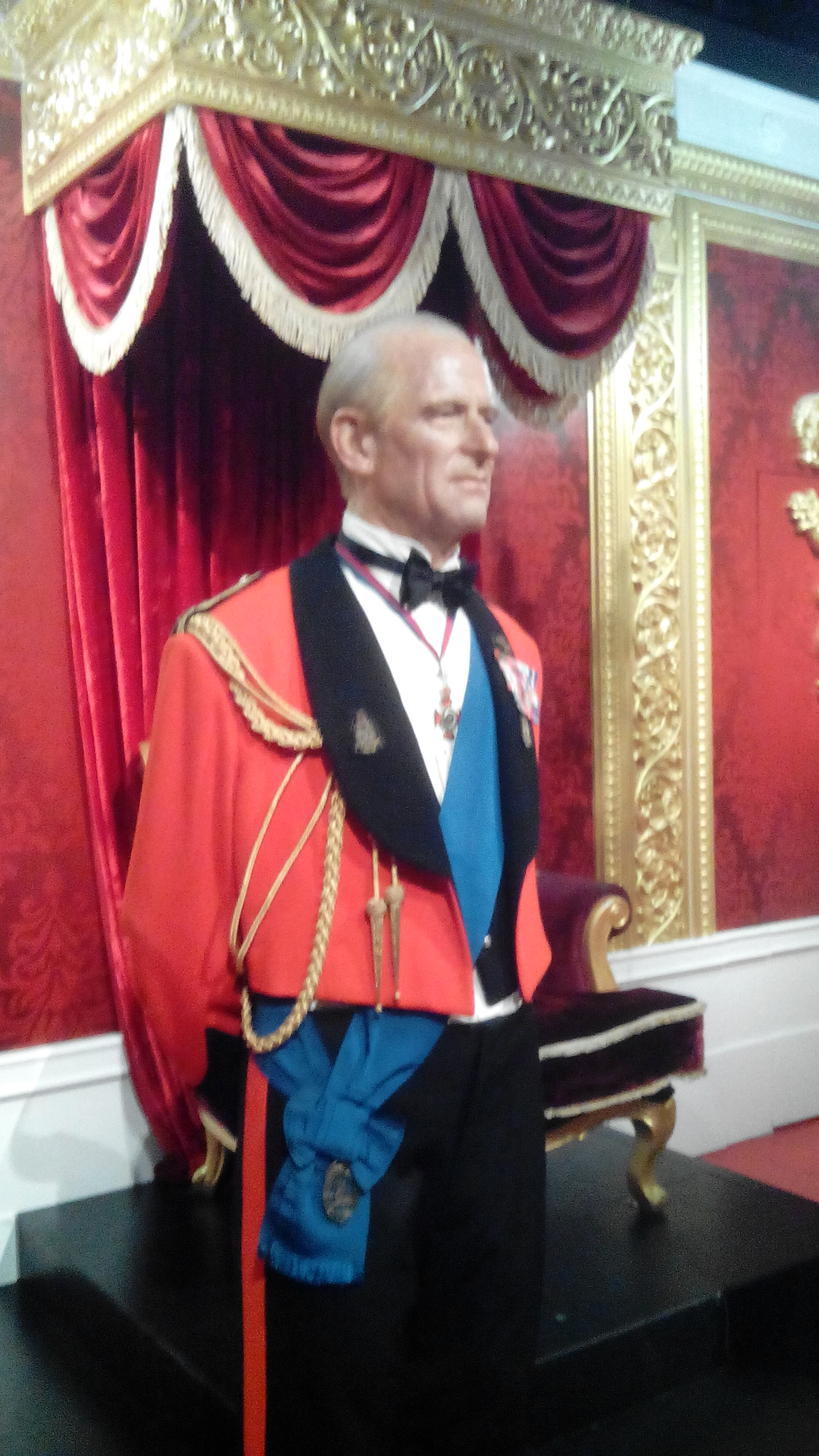
菲臘親王
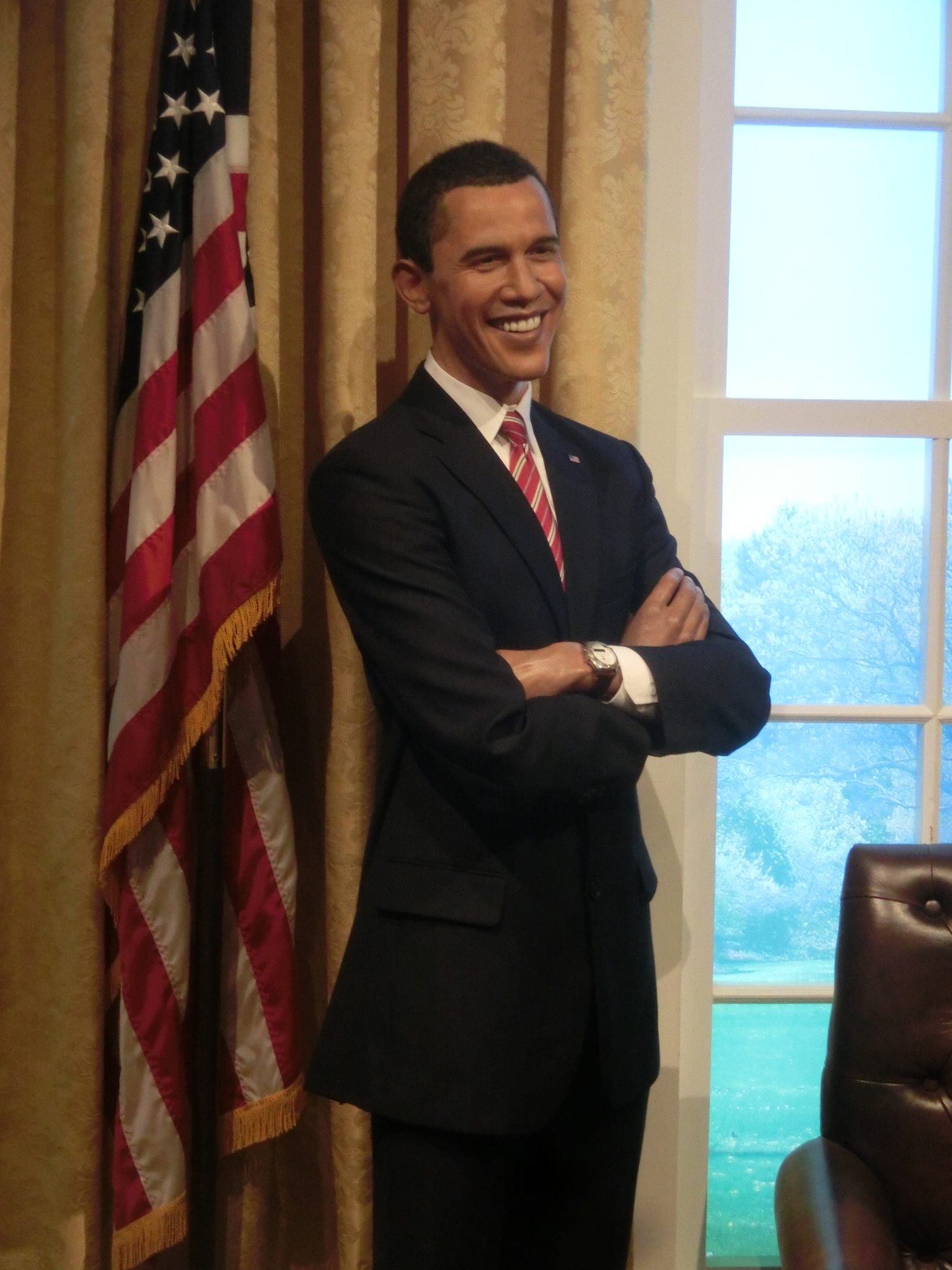
巴拉克·奧巴馬

### 歷史人物及其他
1. 亨利八世：前英國國王（已撤離展館）
2. 莎士比亞：英國作家
3. 莫札特：奧匈帝國（今奧地利）作曲家
4. 愛因斯坦：猶太裔科學家
5. 邱吉爾：前英國首相
6. 希特勒：納粹德國元首兼帝國總理（已撤離展館）

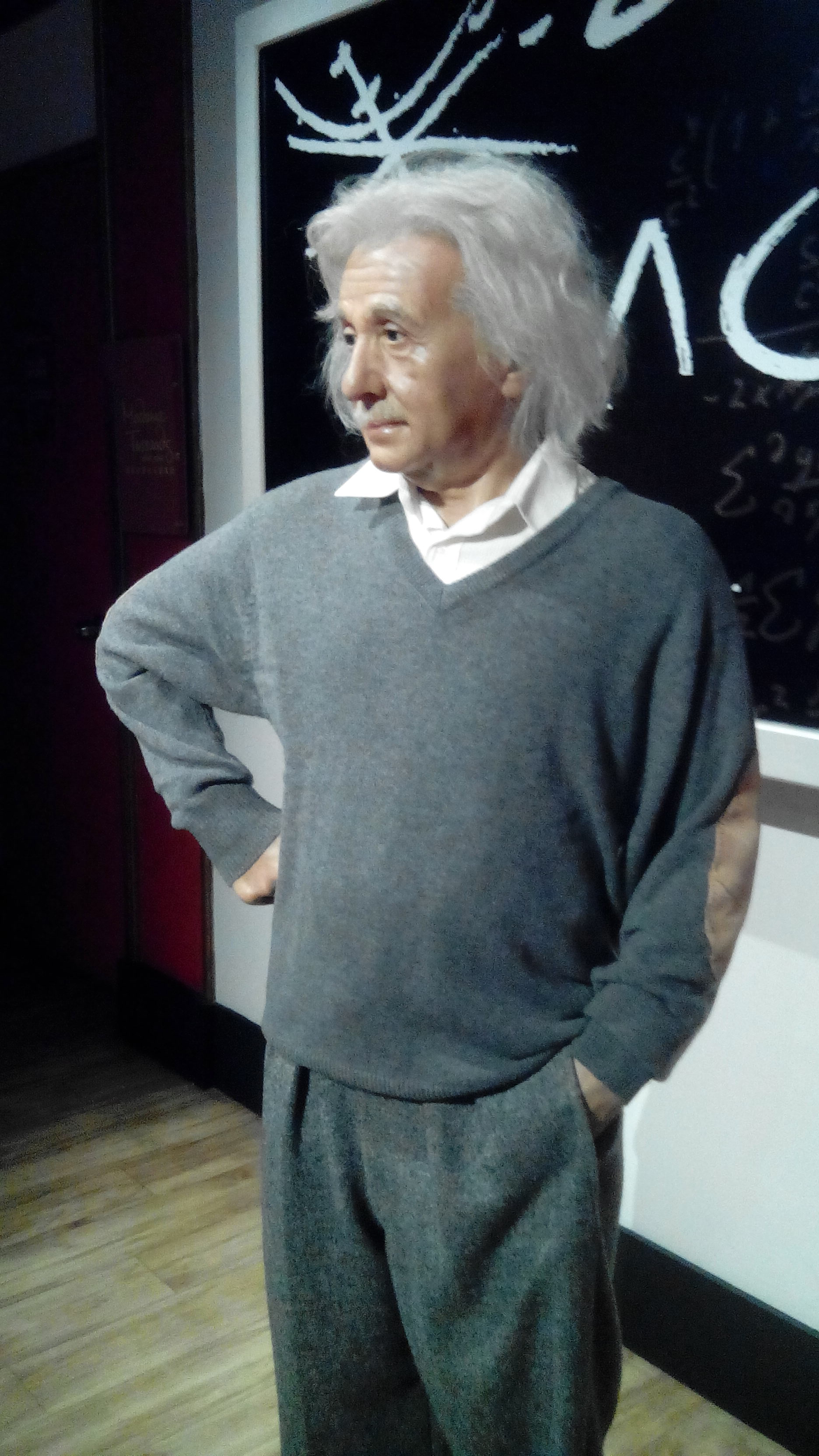
愛因斯坦

7. 甘地：印度民族主義運動領袖
8. 吉田茂：前日本內閣總理大臣
9. 尼爾·岩士唐：美國太空人（已撤離展館）
10. 杜莎夫人：杜莎夫人蠟像館創辦人
11. 艾拉·麥克弗森：澳洲模特兒
12. 娜奧米·甘寶：英國模特兒
13. 畢卡索：西班牙畫家
14. 林布蘭：荷蘭畫家
15. 伊隆·馬斯克企業家[5]

- 愛因斯坦

### 虛構角色
1. 蜘蛛俠：美國漫畫《蜘蛛俠》角色
2. 麥兜及麥太：香港漫畫《麥兜故事》角色
3. 鐵甲奇俠：美國漫威漫畫旗下漫畫《懸疑故事》角色
4. 狼人：美國電影《變種特攻》角色（曉治·積曼飾演）
5. 浩克：美國電影《變形俠醫》角色
6. Hello Kitty：日本卡通人物

### 摩天樓（即將加入）
1. 台北101
2. 高雄85大樓
3. 上海環球金融中心
4. 吉隆坡 雙峰塔
5. 倫敦 碎片大廈
6. 莫斯科 聯邦大廈
7. 莫斯科 水銀城市大廈
8. 紐約 帝國大廈
9. 西爾斯大廈
10. 吉達 吉達塔

## 開放時間
每日上午10時至晚上10時（最後入場時間為晚上9時45分）

## 門票
- 普通票價：
  - 成人：HK$300[6]
  - 小童（3-11歲）／長者（65歲或以上）：HK$255[6]
- 團體票及套票資料，可參閱官方網站的有關公佈

## 交通
小巴

## 香港其他的蠟像展示
- 香港蠟像院（1970年8月21日－？）：香港第一間私營蠟像館
- 惠文蠟像院（1970年8月28日－1977年2月27日）：香港第二間私營蠟像館
- 楊氏蠟像院（1979年6月－1979年12月）：香港第三間私營蠟像館
- 1970年代荔園鄰近的宋城設有蠟像館
- 香港歷史博物館於2002年舉行的專題展覽「香港文物縱覽─歷史博物館藏品選萃」，曾經展出以鄧小平及戴卓爾夫人會談為場景的蠟像展品。
- 香港歷史博物館、香港海防博物館、香港文化博物館及孫中山紀念館的部分展品，是以蠟像作為展示方式。